# 澳門國際中心
澳門國際中心（葡萄牙語：Centro Internacional de Macau）是位於澳門新口岸填海區的一座大型住宅項目，一共分為13棟，於1989年建成。設有大型商場，在早期曾經擁有輝煌歷史，由於鄰近舊港澳碼頭和舊八佰伴澳門分店，因此也吸引不少香港投資者開設特色店鋪，包括美食街、桌球室等配套，更設有一間大型保齡球場。自1993年10月31日，外港客運碼頭由原來的舊出入境事務廳位置遷往新客運碼頭，商場在隨後數年開始走向衰落，加上大廈在澳門回歸前後內發生管理糾紛、罪案和多宗命案等，導致該大廈出現嚴重的治安、衛生和公共安全等問題。其中在2011年發生的氣體爆炸事故揭發項目內設施安全和衛生問題外，更揭發全澳食店燃氣使用安全問題；隨後更發生食水污染、停電等安全事件；而非法旅館猖狂問題再引起其他的罪惡問題導致澳門國際中心給予澳門社會的負面形象。

## 設施
澳門國際中心合共分為13棟，其中閣樓、地面層和地庫多層設有商場，一度有美食街、桌球室和釣蝦場等配套，更設有一間大型保齡球場，大廈平台更設有泳池但已經荒廢。目前大廈內商鋪大多數已結業，只有零星的食店、地產鋪甚至有成人用品店維持營業，內外環境與治安問題非常惡劣。

## 治安問題

### 1999年8月25日商場門外槍擊案
1999年8月25日，一名活躍賭場男子馬文華在新口岸國際中心商場入口遭殺手連轟五槍斃命。

### 非法旅館
自2010年起打擊「非法旅館」跨部門工作小組採取多次行動，巡查及掃蕩該中心懷疑被改裝為「非法旅館」的多個單位。對於國際中心內非法旅館猖狂問題，在2011年5月26日，澳門旅遊局局長安棟樑出席澳門電台中文頻道時事節目《澳門講場》時表示，指出非法旅館的經營手法“升級轉型”，由“居住”變成“刑事”，超越了該局的規管領域，當局即將修法，著重保障澳門居民、旅客安全，打擊潛藏罪案。有聽眾更致電節目指出非法旅館經營方式已變，更加隱蔽；過去主要對像是遊客，現則被“沓碼仔”包起，黃、賭、毒共冶一爐，遍地開花。安棟樑稱，經傳媒廣泛報導，當局亦發信通知了投資移民業主，所有業主應知道《禁止非法提供住宿》法律已經生效，但部分業主顯然不合作。安棟樑在節目中理解聽眾的憂慮，承諾繼續打擊。他指現時非法旅館已非單純的旅遊、居住問題，其引發的刑事罪案已超越旅遊局領域，須重新檢視《禁止非法提供住宿》法律。
2017年10月22日，對於國際中心等多幢大廈出現非法旅館猖狂引發的治安問題，民眾建澳聯盟副主席、治安警社區警務聯絡主任陳德勝接受澳門時報訪問時表示，對“非法旅館”可能引發的治安危機表示擔憂。陳德勝指出，在2006年至2009年期間該情況非常嚴重，以國際中心第12棟為例，大廈內70多個單位裡面就有五成半是“非法旅館”，嚴重影響大廈居民的正常生活。陳德勝指，“非法旅館”的興盛離不開澳門賭業的發展，特別是2005年起新一批賭場開業，導致酒店價格大幅拉高，但當時本澳酒店等配套設施完全跟不上賭業火箭式的發展，進而衍生出“非法旅館”問題，並一路發展蔓延。雖然特區政府在2010年頒佈《打擊非法住宿法律》後，“非法旅館”才得以收斂。“但是好景不長，人們很快發現該法律對“非法旅館”經營者沒有實際效果，半年之後“非法旅館”又重新發展起來。”陳德勝表示，現時本澳的“非法旅館”情況較2006-2009年時發生新變化，呈現出集團化、網絡化、隱蔽化的特點。

### 2013年第四座非法旅館床底藏屍案
2013年9月9日，國際中心第四座發生床底伏屍案，根據現場消息指，案發在當晚9時許，一對準備租屋的夫婦到澳門國際中心上址看房，進入單位後發覺“寒氣逼人”並傳出異味，發現房間冷氣開著，驚見一名衣著整齊的女子倒臥床底，頭部笠著膠袋，毫無反應，於是報警。另有消息指一名男性較早前應朋友要求到上址開門，揭發命案。司警經初步調查死因有可疑，又預計死者死去一段時間，並向住戶及管理員了解情況並登記數據，又翻看大廈閉路電視錄像。其後司警帶走一名男子調查，暫未知是否與案件有關。
司警經調查初步證實現場為非法旅館，但女子身份成謎，估計其已死去約三日。已司警公佈初步案情指，於9月9日晚約9時，一名內地女子（非法旅館中介人）帶同兩名內地男女租客上房時，甫入門，兩租客覺有臭味，要求中介女子先搞清潔，就在清潔時揭發床底藏屍，即時報警。司警正循兇殺方向調查案件，向中介女子錄取口供，翻查大廈閉路電視錄影，及尋找單位業主助查。

### 罪案頻繁問題惹關注
2015年8月6日，對於國際中心出現污水問題外，更涉黃、涉毒、涉賭及更涉及非法旅館引起的治安問題，隨後更揭發禁錮，兇殺、盜竊及強姦等案；負責跟進國際中心污水問題的澳門立法會直選議員宋碧琪受訪時表示，由於商場地庫負三層的污水淹留問題，涉及大廈內部管理，因此需要商戶及業主達到共識，研究處理污水的方案，包括重鋪渠網，才能從源頭改善污水問題。宋碧琪指出，國際中心事件值得參考，由於只有其中七座大廈成立了個別的業主管理委員會，未能組成一個代表所有13座大廈的業主會，因此難以整體改善大廈的治安及衛生問題；希望政府儘快訂立《分層樓宇共同部分管理法律制度》，方能從源頭上解決分層樓宇面對的各種各樣管理糾紛。

### 劫案
2016年12月31日上午，該中心發生持刀行劫案，一名58歲中國大陸男子途經國際中心商場一間酒吧時，被一名年約40歲的中國藉男子用刀指嚇，要脅他交出身上財物，男子搶走事主八萬港元後逃去無蹤，事主掙扎時頸部擦傷，到山頂醫院治理。 

### 2017年單位火警揭非法禁錮
2017年3月10日中午，該中心有單位發生火警。據現場消息稱，事發時有目擊者見到有單位窗口外懸吊的毛巾著火，於是報警。消防到場前，火警已被住戶用花灑救熄。警員到場調查時，有人聲稱因無法償還高利貸，被人禁錮在單位內，於是趁看守他的人不為意時，燒毛巾求救。警員表示負責人看守事主的人已逃去，剩下事主。案件已交司警處理。

## 樓宇安全問題

### 外牆失修爆裂
2016年12月2日，國際中心第六座天台出現一點五米乘三米的大洞，大量石屎牆墮落在大廈內園通道，引發巨響，碎石散佈一地。土地工務運輸局人員於12月3日上午到現場做了初步檢查，初步認為不涉及結構問題，現場沒有即時危險。
消防員到場封鎖現場，發現外牆加建部份有三米洞穿，裂痕由十四樓直落一樓，工務局人員初步檢查加建結構有潛在危險，事件中無人受傷。消防表示，大洞出現在內園方向外牆用作包圍天台水塔冷氣管的加建結構，原本提供商場使用但已經荒廢，其爆裂導致加建結構的水泥及紙皮石墮下，擊破商場兩塊天幕玻璃。加建結構於不同樓層外牆有不同程度的裂痕，已將內園平台封鎖。工務局城市建設廳監察處長劉國權稱，視察後，初步懷疑加建結構爆裂後墮至地面的碎石是批盪，並非樓宇結構組成部分，碎石跌落的地方位於大廈內園，沒有掉至街道，相信外牆暫時不會再有碎石剝落。劉國權表示，由於入夜後檢查困難，將於日間作詳細檢查，以及搭建棚架保護，會檢視和詳細研究樓宇圖則。

### 停電事件
2021年4月19日，國際中心第4座停電1個多小時，共有 102戶受到影響。澳電經檢查後稱，有關大廈設備漏水導致低壓掣板故障，於上午6時15分起停電，大廈的電工仍在維修設備，供電暫未恢復正常。

## 衛生問題

### 污水滲漏事件
2011年10月7日，澳門國際中心第10座及第11座有污水從管理處洗手間漏出大堂，政府跨部門到現場進行聯合行動，經各部門檢查後，民政總署指出大廈公共街道之渠網並沒有淤塞；而土地工務運輸局之初步意見懷疑有關反湧情況由地庫3之水泵使用不當所造成。因此，房屋局已即時敦促大廈管理公司盡快跟進水泵之情況，同時亦已將聯合現場評估筆錄的資料及意見交予管理公司作為參考。而管理公司於9月初曾為地庫3更換新的污水泵，以便解決早前地庫3之污水積聚的問題；然而，目前出現的污水反湧的原因，懷疑與新的污水泵運作有關，並非與馬六甲下水道工程有關。

### 食水污染事件
2012年7月30日，澳門自來水收到國際中心第十二座的住戶投訴，指大廈內的食水出現異味。港務局督促水公司在大廈張貼告示，向住戶通知大廈內的食水不宜飲用，並在方便住戶取水的位置增設臨時供水點，同時立即到場取水樣進行化驗，並將事件通知民政總署化驗所，經過連夜取樣和進行化驗後，確定大廈外部的自來水水質沒有出現異常情況。然而大廈內部的供水設施環境惡劣、衛生情況欠佳，初步認為有關的內部供水設施和水質可能已經受到污染。就住食水污染事件，港務局聯同民政總署、衛生局、房屋局和土地工務運輸局召開工作會議，透過跨部門的合作機制，互相通報事件的跟進情況，一方面繼續進行水質的化驗工作，另一方面協助住戶調查造成供水設施污染的原因。
2012年8月9日，國際中心第十二座食水恢復正常使用，大廈管理處於前一星期按政府要求清洗大廈天台和地下水池後，民政總署化驗所連日來多次取樣化驗水池內的水，結果顯示大廈內部供水水質符合標準，住戶可以正常地使用自來水。
2012年8月28日，國際中心十二座廈內部的供水設施和食水再次受到污染，水公司再度要求住戶停止使用。
2012年8月30日，政府跨部門與該大廈業主會及管理公司於房屋局大樓進行會議，其中民政總署化驗所和自來水公司向業主會和管理公司解釋水質的初步化驗結果，確定向大廈供水的街喉水質沒有出現異常，經調查證實是食水經過大廈地下水池後方出現污染，導致水質不符合正常飲用的標準，並導致整棟大廈的水質受到影響。港務局表示，已要求了自來水公司在大廈張貼食水不宜飲用的告示，並增設臨時供水點，解決住戶的用水問題，並儘量方便住戶取水。經了解，由於大廈內的地下水池長期處於關閉狀態，一般情況下不能隨意進出，因此初步認為水質污染事件並非由外力造成，懷疑是由於大廈內部設施保養不當，導致出現結構性的滲漏等情況。政府跨部門人員經過現場視察後，發現大廈地庫三層停車場的衛生環境欠佳，停車場地面亦長期有污水積聚，當時未知上述情況是否與食水污染有關。相關部門在會議上向業主會和管理公司提供了解決問題的建議，包括建議管理公司清空地下水池，並檢查水池周邊的現場環境，以便進行測漏工作；尋找具執業資格的公司，在大廈建立新的水缸，加強供水安全的保障性。土地工務運輸局並向業主會提供了本澳具執業資格的工程公司資料，民政總署則表示會繼續跟進各階段的水質化驗工作，而房屋局會協助預約停車場的管理公司，以便業主會視察停車場的污水來源，並了解是否存在污水滲漏的可能性。各相關部門和單位亦會繼續密切跟進有關事件，並會繼續提供技術意見以協助業主會和管理公司解決污染問題。
2012年8月31日下午3時，港務局及自來水公司繼續到國際中心第十二座地下停車場，與該大廈的業主會、管理公司和停車管理公司共同視察消防缸內部，檢查污水滲漏的可能。經現場檢查和評估後，初步確定有污水流入消防缸內，並透過牆壁的裂縫滲入食水池，造成水質污染。雖然食水污染源頭已基本確定，但造成食水污染的主要原因卻是由於大廈內的公共設施長期管理不善和保養不當，導致大廈內公共部分的衛生環境欠佳，例如停車場長期有大量污水積聚，牆身欠缺保養而出現結構性滲漏等。假如大廈內的樓宇管理情況未見改善，有關的食水污染情況則難以長遠解決，甚至可能會漫延至大廈的其它座數。因此在長期措施方面，建議大廈各座的業主必須要求管理公司改善樓宇管理質素，並定期檢查和維修大廈內的公共設施，保障大廈內共同部分的衛生環境，方可長遠地解決有關問題。
2013年5月24日，政府跨部門跟進國際中心內地下水池的水質檢驗，為業主提供技術意見、及設置臨時供水點等，協助業主會和管理公司改善食水水質。自2012年9月，業主會決定選擇合適地點興建新的地下水池，以長遠解決滲漏污染的問題。就有關申請，土地工務運輸局加快處理有關工程的圖則審批，房屋局則協助該大廈業主會申請樓宇維修基金。興建新水池的工程於2013年4月完工，相關部門隨即開展檢驗收則的程序。由於部分已興建的管道設施有需要完善的地方，故向承建商提出改善的建議及意見。經大廈改善有關設施後，相關部門近日再次到地下水池取水樣進行檢測的工作，而連續三次的水質檢測結果均符合本澳飲用水衛生標準。相關部門將會繼續跟進供水設施收則的後續程序，住戶現時已可以正常使用大廈內的自來水。另一方面，自爆炸事故後該大廈第二至九座的供水安全問題，相關部門於4月對大廈地下水池進行了水質檢測，結果顯示大腸桿菌含量等微生物指標超出標準，即仍然存在環境污染的情況，以致水質未符合要求。相關部門已建議業主會和管理公司清潔地下水池的周邊環境及徹底清洗該水池以及維修該水池的上蓋，以避免污水或垃圾進入該水池，影響水質。待大廈完成有關改善工作後，相關部門獲業主會和管理公司同意後將會對地下水池的水質再次進行檢測。由於內部供水水質不符合安全標準，現時澳門自來水股份有限公司在鄰近國際中心的公共地方設置了臨時供水點，以解決大廈住戶的飲用水需要。各相關部門和單位將會繼續透過跨部門合作機制，與各專責部門共同協調跟進事件，並提供技術意見以協助業主會和管理公司改善食水水質。
2013年6月23日，經過跨部門跟進，再經大廈業主會和管理公司對供水設施作出改善後，相關部門近日再次對大廈食水進行了三次抽驗後，第二至九座、第十二座內部供水設施和食水的水質符合本澳飲用水衛生標準，住戶可正常用水。

### COVID-19疫情
2022年6月20日至28日，受6‧18大規模COVID-19疫情影響，其中“艷麗大廈群組”引發多人受感染，當中有多名於財神酒店工作的人士核酸檢測呈陽性，部分人士居住在國際中心第六座內。於是政府跨部門於6月20日晚上將國際中心第六座（馬六甲街124號、海港街93-103號、友誼巷82號）進行圍封，並列為“紅碼區”，期間所有居民不得擅自離開單位、留在家中隔離並按當局要求完成病毒檢測。
在6月中旬封控期間，政府跨部門維生支援小組指發現被圍封的第六座有住戶擅自拿走他人飯盒的情況時，發現有的住戶申報需要蔬菜凍肉食物包，現場卻要求提供熱食飯盒，甚至有住戶擅取他人的飯盒，導致有需要的人士未能及時進餐。小組呼籲住戶如實申報，避免食物浪費，更不能擅自取走他人的飯盒或食物包，耽誤其他住戶用餐。期望各住戶配合維生支援小組的工作，守望相助，共同抗疫。

## 改善措施
2017年，國際中心住戶共同成立業主管理委員會，成員包括年輕業主，管理工作更有效地落實。2019年底，其中一部通往樓平台及地下停車場的升降機，於20多年前已損壞而荒廢多時，令住客造成不便；但近日在管委會統籌下，對電梯進行維修工程，並於同年8月19日重新啟用，二、三、四座的住客能直接乘坐升降機通往平台。另外自業主會成立後，大廈非法旅館問題嚴厲打擊，相關罪案明顯減少，衞生環境得以改善。

## 鄰近地點
- 回力酒店
- 金龍酒店
- 回力巴士總站
- 海立方娛樂場（前身為新八佰伴總店；1997年9月18日前為八佰伴澳門分店）
- 外港客運碼頭
- 澳門漁人碼頭